# Nieuport-Delage NiD-590
Il  Nieuport-Delage NiD-590 fu un aereo militare multiruolo, trimotore e monoplano ad ala alta sviluppato dall'azienda aeronautica francese Société Générale Aéronautique (SGA) nei primi anni trenta e rimasto allo stadio di prototipo.
Fu realizzato per essere impiegato nell'aviazione coloniale in un gran numero di ruoli, dal trasporto a lungo raggio alla ricognizione aerea, e caratterizzato dalla possibilità di ricavare, al bisogno, grandi aperture sui lati della fusoliera; il costruttore, non riuscendo ad ottenere contratti di fornitura, interruppe la produzione dopo i due primi esemplari.

## Storia del progetto
Nel 1929, in Francia, iniziò a delinearsi un progetto congiunto tra il ministero delle colonie e quello della guerra, con la collaborazione del sottosegretariato all'aeronautica, atto a trovare un velivolo multiruolo adatto ad operare in territorio coloniale. Le precedenti esperienze prima in Marocco, nella guerra del Rif, e poi nel Gebel Druso, nell'ambito della Grande Rivoluzione Siriana, dove alle truppe di terra era dato supporto dai monomotori Breguet Bre 14 TOE (Théâtre des Opérations Extérieurs), avevano rivelato carenze di adeguato supporto logistico agli equipaggi nelle missioni di ricognizione aerea e bombardamento tattico leggero. Per risolvere tale situazione, nel febbraio 1930 i ministeri dell'aria e delle colonie emisero un ordine di fornitura per 30-40 aerei che dovevano rispondere alla specifica relativa a un modello da trasporto dotato di adeguate capacità per operare nelle condizioni climatiche delle colonie francesi, dalla costruzione interamente metallica, configurazione trimotore, con propulsori a stella raffreddati ad aria in grado di erogare una potenza tra i 200 e i 350 CV (162-257 kW), con velatura monoplana ad ala alta e dotata di robusto carrello d'atterraggio fisso per operare anche in assenza di piste preparate. Al concorso parteciparono le maggiori aziende aeronautiche francesi del periodo: Bernard, Bloch, Dewoitine, Lorraine Hanriot, Potez, Romano, Société Générale Aéronautique (SGA) e Société provençale de constructions aéronautiques (SPCA).
Per cercare di soddisfare tale esigenza la SGA, azienda che da poco aveva assorbito la Nieuport-Astra, affidò l'incarico al proprio ufficio tecnico, il quale elaborò un progetto relativo a un velivolo robusto, dalla cellula rinforzata per sopperire alle sollecitazioni derivanti dall'operare in zone solitamente prive di piste di volo, e con una fusoliera che potesse essere facilmente attrezzata per le diverse missioni operative, anche in caso di combattimento. La configurazione ritenuta più adatta fu quella di un modello trimotore con struttura interamente metallica, dalla velatura monoplana con piano alare posizionato alto e a sbalzo sulla fusoliera, quest'ultima caratterizzata da una cabina di pilotaggio chiusa biposto e dalla possibilità di essere aperta sui fianchi per facilitare l'osservazione aerea nella postazione posteriore, dotata anche di armamento brandeggiabile. La propulsione era affidata a tre motori Lorraine 9Na Algol, dei radiali 9 cilindri da 300 CV (221 kW) ciascuno, dotati di anelli Townend, posizionati uno sul naso e gli altri due su gondole poste sui montanti che collegavano l'ala alle gambe di forza principali del carrello d'atterraggio.
Il modello, identificato dall'azienda come NiD 590, poteva essere equipaggiato, a seconda del profilo di missione, con un carico di bombe da caduta, granate e armi leggere da 100 colpi.
Il prototipo NiD 590.01 volò per la prima volta nel giugno 1932, seguito dal NiD 590.02. Durante le prove di volo ufficiali comparative il modello si rivelò gravato da alcuni problemi, tra i più gravi la tendenza a riempire con i gas di scarico la cabina di pilotaggio e l'impossibilità di variare l'azimut dell'unica arma difensiva a 105°, venendo ritenuto il più inadatto del lotto ad operare in territorio coloniale. Tuttavia lo 01 venne ugualmente acquistato ed impiegato nella scuola di volo nazionale fino alla sua radiazione; diversa sorte invece per lo 02, ceduto come rottame nel 1934 e smantellato.

## Utilizzatori
Francia
- Armée de terre
  - Aéronautique Militaire
- Armée de l'air

### Annotazioni
1. ↑  La bibliografia nelle varie lingue non concorda, per la mancanza di una rigida convenzione di designazione richiesta dalle forze armate francesi, nella designazione del modello, NiD.590 o NiD 590 (con punto e spazio) prevalenti in quella in lingua inglese, NiD-590 o Ni-D 590 in francese.

### Fonti
1. 1 2 3 4  Aerei da guerra 1993, Scheda Nieuport-Delage Ni-D 590.
2. 1 2 3  Pichon 2016, La gabegie des trimoteurs coloniaux français des années 30.

### Pubblicazioni
- Nieuport-Delage Ni-D 590, in Aerei da guerra, Ginevra - Novara, Edito Service S.A. - Istituto Geografico De Agostini, 1993.